# Labeo roseopunctatus
Labeo roseopunctatus är en fiskart som beskrevs av Paugy, Guégan och Agnèse, 1990. Labeo roseopunctatus ingår i släktet Labeo och familjen karpfiskar. IUCN kategoriserar arten globalt som livskraftig. Inga underarter finns listade i Catalogue of Life.